# Космос-381
Космос 381 — спутник изучения ионосферы, запущенный СССР с космодрома Плесецк 2 декабря 1970 года.

## Конструкция и полезная нагрузка
Спутник «Космос-381» построен в НПО ПМ (ныне — АО «ИСС им. Решетнёва») для исследований ионосферы Земли. На борту аппарата были установлены следующие приборы:
- станция ионосферного зондирования ИС-2 для изучения ионосферы с помощью посылки импульсов на фиксированных частотах и приёма отраженных от ионосферы сигналов[4]
- Детектор космических лучей
- Фотометр для измерения излучения Солнца в УФ-диапазоне
- Детектор доз космической радиации
- Приёмник ОНЧ-волн

Полученная информация регистрировалась запоминающих устройством на борту спутника и передавалась на наземные пункты во время сеансов связи. Для стабилизации положения спутника в пространстве использовались системы гравитационного и магнитного успокоения. Угловое положение аппарата относительно Солнца и магнитного поля Земли, необходимое для обработки получаемых со спутника данных, определялось с помощью радиотехнических систем слежения, солнечных и магнитометрических датчиков. Источником электропитания были неориентированные солнечные батареи, установленные по всей поверхности цилиндрического корпуса. Масса спутника составляла 750 кг, мощность системы энергопитания — 280 Вт. Расчётный срок активного существования аппарата — 6 месяцев.

## Орбита
Спутник был запущен на околокруговую орбиту синхронизированную с магнитосферой Земли.
Параметры орбиты:
- перигей = 985,00 км,
- апогей = 1023,00 км,
- наклонение 74°,
- эксцентриситет = 0,00257

## Научная программа
С космического аппарата «Космос-381» проводилось комплексное изучение ионосферы Земли. В программу полёта входило зондирование ионосферы испульсами, излучаемыми станцией ИС-2 на 20-ти фиксированных частотах поочередно и приём отраженных сигналов аппаратурой спутника. В результате была получена информация о распределении концентрации электронов в верхней ионосфере до уровня орбиты спутника. В ходе полёта «Космоса-381» изучалась связь распределения электронов в ионосфере с ультрафиолетовой солнечной радиацией, исследовались спектры низкочастотных электромагнитных колебаний, возникающих в ионосферной плазме, оценивалась радиационная обстановка в околоземном пространстве. Впоследствии исследования ионосферы с помощью установленной на спутнике зондирующей станции были продолжены на спутниках «Интеркосмос-19», «Космос-1809» и на орбитальной станции «Мир».